# Жиу-де-Маму
Жиу́-де-Маму́ (фр. Giou-de-Mamou, окс. Jòu de Mamon) — коммуна во Франции, находится в регионе Овернь. Департамент — Канталь. Входит в состав кантона Орийак-4. Округ коммуны — Орийак.
Код INSEE коммуны — 15074.
Коммуна расположена приблизительно в 440 км к югу от Парижа, в 105 км юго-западнее Клермон-Феррана, в 6 км к востоку от Орийака.

## Население
Население коммуны на 2008 год составляло 746 человек.
| 1962 | 1968 | 1975 | 1982 | 1990 | 1999 | 2008 |
| ---- | ---- | ---- | ---- | ---- | ---- | ---- |
| 446  | 427  | 461  | 648  | 677  | 697  | 746  |

## Администрация
| Период | Период | Фамилия           | Партия | Примечания |
| ------ | ------ | ----------------- | ------ | ---------- |
| 1989   | 2001   | Жан Эстиваль      |        |            |
| 2001   |        | Габриэль Пейронне |        |            |

## Экономика
В 2007 году среди 504 человек в трудоспособном возрасте (15—64 лет) 384 были экономически активными, 120 — неактивными (показатель активности — 76,2 %, в 1999 году было 70,8 %). Из 384 активных работали 369 человек (195 мужчин и 174 женщины), безработных было 15 (6 мужчин и 9 женщин). Среди 120 неактивных 46 человек были учениками или студентами, 40 — пенсионерами, 34 были неактивными по другим причинам.

## Достопримечательности
- Церковь Сен-Бонне (XIV век). Памятник истории с 1980 года[3]